# Aníbal Demarco
Aníbal Vicente Demarco (Buenos Aires, 1927 - 2007) fue un empresario y político argentino, que ejerció como ministro de Bienestar Social y Salud Pública de su país entre 1975 y 1976.

## Carrera
Era titular de una compañía de seguros con sede en la ciudad de Buenos Aires.
En 1963 fue el depositario del sable corvo del general José de San Martín, cuando éste fue robado del Museo Histórico Nacional, con la misión de entregárselo al general Perón. Pero cuando los ladrones fueron capturados y torturados, prefirió entregárselo al Ejército a través del capitán Adolfo Philippeaux.
En 1972 formó parte de la comitiva que acompañó a Perón en su regreso a la Argentina después de 17 años de exilio. Durante la presidencia de Héctor Cámpora, por influencia de José López Rega, en junio de 1975 fue nombrado Presidente de Lotería y Casinos, cargo que continuó ejerciendo hasta octubre de 1975. En julio de 1975 recibió de parte del almirante Emilio Massera la propuesta de clausurar el Congreso y gobernar con apoyo de las Fuerzas Armadas a través de la ley marcial, pero no transmitió el mensaje a la presidenta.
En los últimos días de octubre de 1975 reemplazó a Carlos Emery como Ministro de Bienestar Social y Salud Pública de la Nación, y permaneció junto a la presidenta hasta los últimos momentos antes de su arresto y deposición el 24 de marzo de 1976. Años más tarde, cuando la expresidenta fue puesta en libertad y autorizada a exiliarse en España, su esposa, Cuca, formó parte de la pequeña comitiva que la acompañó al exilio.
Falleció en Buenos Aires el 21 de octubre de 2007.